# Allianz Arena
O Allianz Arena é um estádio de futebol em Munique, Alemanha, inaugurado no final de abril de 2005, localizado na parte norte da capital bávara, no distrito de Fröttmaning. É o estádio oficial do Bayern de Munique, (substituindo o Olympiastadion) e sediou o jogo de abertura da Copa do Mundo de 2006. O Bayern Munique é dono de 100% do Allianz Arena desde abril de 2006.

## Projeto e reforma

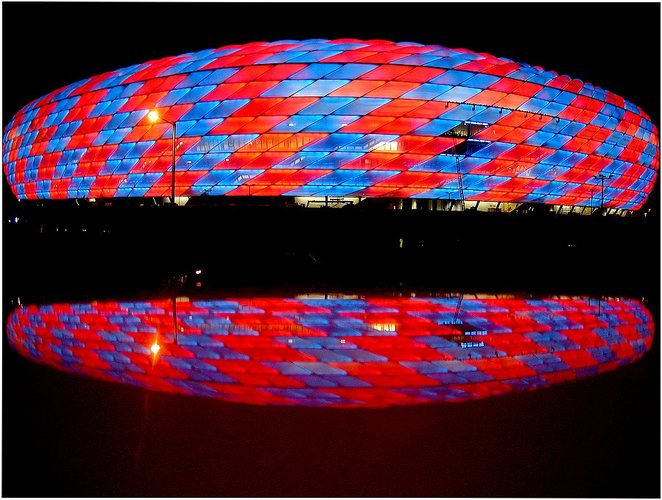
Quando ocorre o clássico municipal Bayern x 1860, o estádio fica com as cores de cada time.

O estádio foi objeto de projeto do escritório suíço Herzog & de Meuron, tendo sido apresentado internacionalmente como expoente de uma possível nova vanguarda arquitetônica em edifícios esportivos, devido a uma série de inovações introduzidas pela obra. Custo do projeto € 340 milhões. As obras foram iniciadas em 2002.
Antes da reforma de 2015, a capacidade da Allianz Arena era de até 71 mil espectadores em jogos da Bundesliga ou 67.812 em competições europeias (devido à proibição de torcedores de pé nos estádios), sendo dividido em sete pavimentos e três níveis de arquibancadas. A arquibancada, planejada com base nos estádios ingleses, alcança o máximo de inclinação que a arquitetura e engenharia hoje em dia conhecem: 34 graus. É constituído por estrutura mista de aço e concreto armado. A vedação externa apresenta 1056 painéis à prova de fogo com o formato de diamantes, que são divididos em 29 anéis de 700m  de comprimento. Esticados e empilhados verticalmente, eles alcançariam uma altitude de 20.300m (nível da estratosfera). Está equipado com 4 telões de plasma do tamanho de dormitórios convencionais, possuindo ainda um eficiente sistema de evacuação de emergência, que permite a completa evacuação do estádio em cerca de 15 minutos. A título de comparação, no Estádio do Maracanã, no Rio de Janeiro, um processo semelhante exigiria entre dois e três horas.
Em 2014, o Bayern - que já havia comprado a parte que cabia do 1860 Munique do estádio - anunciou a conclusão do pagamento do estádio. O empréstimo de € 346 milhões havia sido tomado em 2005 e seria pago até 2030, mas foi liquidado após o clube vender 7,5 % de suas ações para a Allianz, detentora dos naming rights do estádio.
Em 2015, a Allianz Arena passou por uma reforma para troca do gramado e ampliação de sua capacidade. A principal mudança foi a remoção das cadeiras ao longo de todo o primeiro nível da arquibancada sul, aumentando significativamente a área destinada à Südkurve, grupo que compreende boa parte dos torcedores organizados do clube. Assim, a nova capacidade do estádio em jogos da Bundesliga passou a ser de 75.024 espectadores.
O estádio fica aberto durante o ano todo, pois em todos os seus sete níveis encontram-se centros comerciais. Além disso, o complexo comporta ainda um parque ecológico. Um museu e uma loja do FC Bayern também funcionam no edifício.

## Partidas

### Copa do Mundo de 2006[12]
| Data        | Horário (CEST) | Seleção #1      | Placar | Seleção #2          | Rodada           | Público |
| ----------- | -------------- | --------------- | ------ | ------------------- | ---------------- | ------- |
| 9 de junho  | 18:00          | Alemanha        | 4–2    | Costa Rica          | Grupo A          | 69 451  |
| 14 de junho | 18:00          | Tunísia         | 2–2    | Arábia Saudita      | Grupo H          | 69 451  |
| 18 de Junho | 18:00          | Brasil          | 2-0    | Austrália           | Grupo F          | 69 451  |
| 21 de junho | 21:00          | Costa do Marfim | 3-2    | Sérvia e Montenegro | Grupo C          | 69 451  |
| 24 de junho | 17:00          | Alemanha        | 2-0    | Suécia              | Oitavas de Final | 69 451  |
| 5 de Julho  | 21:00          | Portugal        | 0-1    | França              | Semifinal        | 69 451  |

### Eurocopa de 2024
O estádio sediou os seguintes jogos da Campeonato Europeu de Futebol de 2024.
| Data        | Hora  | 1ª equipe | Placar | 2ª equipe     | Fase             | Público |
| ----------- | ----- | --------- | ------ | ------------- | ---------------- | ------- |
| 14 de junho | 21:00 | Alemanha  | 5 – 1  | Escócia       | Grupo A          | 65.052  |
| 17 de junho | 15:00 | Romênia   | 3 – 0  | Ucrânia       | Grupo E          | 61.591  |
| 20 de junho | 15:00 | Eslovênia | 1 – 1  | Sérvia        | Grupo C          | 63.028  |
| 25 de junho | 21:00 | Dinamarca | 0 – 0  | Sérvia        | Grupo C          | 64.288  |
| 2 de julho  | 18:00 | Romênia   | 0 – 3  | Países Baixos | Oitavas de final | 65.012  |
| 9 de julho  | 21:00 | Espanha   | 2 – 1  | França        | Semifinal        | 62.042  |

### Final da Liga das Nações da UEFA A de 2024–25
O estádio recebeu em 8 de junho de 2025 a final da Final da Liga das Nações da UEFA A de 2024–25 entre Portugal e Espanha, portugal ganhou a partida nos penáltis.